# Tournoi Hassan II de football
Pour les articles homonymes, voir Hassan II (homonymie).
Le Tournoi Hassan II était un tournoi amical de football organisé par la Fédération royale marocaine de football et se déroulant à Casablanca.
Trois éditions ont eu lieu, en 1996, 1998 et 2000, regroupant trois sélections nationales invitées et l'équipe nationale du Maroc.

## La1reédition(11 et12 décembre 1996)
- Pays participants : Nigéria, Croatie, République Tchèque et Maroc

- (11 décembre) :
  - 1re demi-finale : Maroc (6)2-2(7) Croatie
  - 2e demi-finale : Tchéquie 2-1 Nigéria

- (12 décembre)
  - Consolation : Maroc 2-0 Nigéria
  - Finale : Croatie (4)1-1(1) Tchéquie

- Classement final :
  - 1er Croatie
  - 2e Tchéquie
  - 3e Maroc
  - 4e Nigéria

## La2eédition(du 27 au29 mai 1998)
- Pays participants : France, Angleterre, Belgique et Maroc

- Ouverture (27 mai) :
  - Maroc 0-1 Angleterre
  - France 1-0 Belgique

- Fermeture (29 mai) :
  - Angleterre (3)0-0(4) Belgique
  - Maroc (6)2-2(5) France

- Classement final :
  - 1er France
  - 2e Angleterre
  - 3e Maroc
  - 4e Belgique

## La3eédition(du 4 au6 juin 2000)
- Pays participants : France, Japon, Jamaïque et Maroc

- (4 juin) :
  - 1re demi-finale : Japon (2)2-2(4) France
  - 2e demi-finale : Maroc 1-0 Jamaïque

- (6 juin) :
  - Consolation : Japon 4-0 Jamaïque
  - Finale : Maroc 1-5 France

- Classement :
  - 1er France
  - 2e Maroc
  - 3e Japon
  - 4e Jamaïque

## Important
- Le tournoi Hassan II de football a vu trois éditions et concernait uniquement les équipes nationales de football.
- Un autre tournoi international de football au Maroc réunissant des équipes nationales, olympiques cette fois-ci, fut organisée par LG et nommée Coupe LG.

## Source
- Site de la Fédération royale marocaine de football